# Ван дер Линде, Тон
Антониюс Йоханнес (Тон) ван дер Линде (нидерл. Anthonius Johannes "Toon" van der Linde; 13 марта 1937, Пюрмеренд — 20 марта 1996) — нидерландский футболист, игравший на позициях правого полузащитника и нападающего, выступал за команды «Аякс» и ЗФК.

## Спортивная карьера
В возрасте двадцати лет ван дер Линде дебютировал в составе футбольного клуба «Аякс», ранее он выступал за команду ВВЗ и резерв «Аякса». Первый матч в чемпионате нападающий провёл 29 сентября 1957 года против клуба ВВВ. Игра завершилась победой амстердамцев — 2:1. В дебютном сезоне Тон сыграл всего два матча в чемпионате. В следующем сезоне также выступал довольно редко, появившись на поле лишь в трёх матчах чемпионата и одной кубковой игре. 22 февраля 1959 года в матче с «Элинквейком» он забил свой единственный гол за клуб. В последний раз в составе «красно-белых» он выходил на поле 30 марта в матче с МВВ.
Летом 1959 года ван дер Линде был выставлен клубом на трансфер. В августе он перешёл в клуб ЗФК из Зандама, который заплатил за него 12,7 тысяч гульденов. В первом дивизионе дебютировал 23 августа в матче 1-тура с «Де Графсхапом» и сразу забил два гола — ЗФК разгромил хозяев поля со счётом 0:5. В дебютном сезоне забил 8 голов в 32 матчах чемпионата. Тон защищал цвета клуба на протяжении трёх сезонов, забив за это время 19 голов в 74 матчах, а летом 1962 года был выставлен на трансфер.

## Личная жизнь
Тон родился в марте 1937 года в Пюрмеренде. Отец — Симон Якобюс ван дер Линде, был родом из Нардена, мать — Агата Анна ван Дипен, родилась в Бемстере. Родители поженились в октябре 1928 года в Хейло — на момент женитьбы отец был парикмахером. В их семье было ещё двое детей: сын Хенри Вилхелмюс и дочь Агнес Терезия.
Был женат, есть сын по имени Пюк.
Умер 20 марта 1996 года в возрасте 59 лет.